# Красный Бор (заказник)
Красный Бор — ландшафтный заказник республиканского значения в Россонском и Верхнедвинском районах Витебской области Белоруссии. Основан в 1997 году для охраны уникальных природных ландшафтов и экосистем. Площадь заказника составляет 34 231 гектаров.
Ландшафт местности образован Поозерским оледенением. Рельеф расчленённый, со множеством озёр, заболоченных низменностей и впадин, верховых болот, моренных холмов и гряд.
В растительности доминируют мшистые и вересково-брусничные сосняки, ельники и березняки, кислицевые осинники, верховые сфагновые болота и др. В Красной книге Белоруссии содержится 13 видов из произрастающих здесь растений, в том числе полушник озёрный, лобелия Дортмана, нителлопсис притупленный, берёза карликовая, шпажник черепитчатый, линнея северная, морошка приземистая и др. В фауне преобладают дендрофильные и водно-болотные виды. В Красной книге — бурый медведь, рысь, беркут, орлан-белохвост, скопа, белая куропатка, чёрный аист, длиннохвостая неясыть, мохноногий сыч, средний кроншнеп, золотистая ржанка, чернозобая гагара, большой крохаль и др.
На территории заказника расположено охотничье хозяйство «Красный бор», которое было основано в 1998 году.

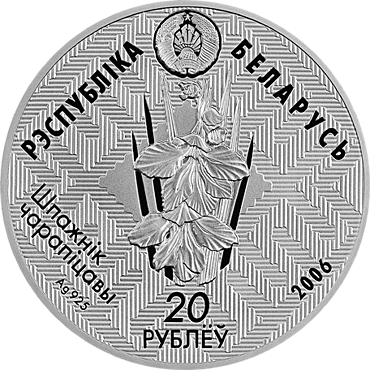
Аверс юбилейной монеты «Чырвоны Бор» с изображением шпажника черепитчатого
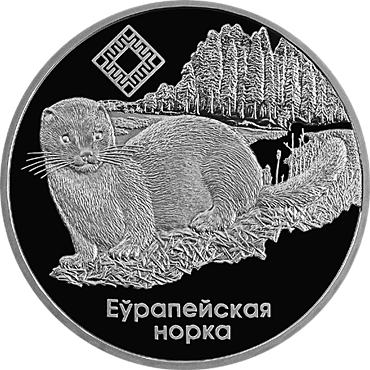
Реверс юбилейной монеты «Чырвоны Бор» с изображением европейской норки